# Hoplolabis (Parilisia) sororcula
Hoplolabis (Parilisia) sororcula is een tweevleugelige uit de familie steltmuggen (Limoniidae). De soort komt voor in het Palearctisch gebied.